# Nadine Aeberhard
Nadine Aeberhard (* 28. Mai 2002 in Bern) ist eine Schweizer BMX-Rennfahrerin.

## Sportlicher Werdegang
Aeberhard stammt aus Rapperswil im Kanton Bern. Ihre Eltern betrieben Motorsport und gelangten dadurch zum BMX Sport. Nadine Aeberhard startete mit 5 Jahren. Mit 15 Jahren gewann Aeberhard die Challenge Weltmeisterschaften und verteidigte den Titel im nächsten Jahr.
Als Juniorin stand Aeberhard bei Europameisterschaften und Weltmeisterschaften 2019 jeweils im Final und wurde Fünfte. Im Oktober 2019 wurde sie (in der offenen Altersklasse) Zweite bei den Pumptrack-Weltmeisterschaften im bernischen Köniz. 2020 war sie Schweizer BMX-Meisterin bei den Junioren.
2021 wurde sie erste BMX-Europameisterin in der neu geschaffenen U23-Kategorie. Daraufhin nominierte der Schweizer Verband sie als Ersatz für die Olympischen Spiele von Tokio; zu einem Einsatz kam es für sie aber nicht. Im Oktober wurde sie erste Schweizer Meisterin im Pumptrack. Bei den Weltmeisterschaften 2022 trat sie in der U23-Klasse an und wurde Vize-Weltmeisterin. 2023 holte sie ihren zweiten U23-Titel bei den Europameisterschaften.
2023 und 2024 fuhr Aeberhard bei den Weltmeisterschaften in der Elite-Klasse und kam jeweils bis in den Halbfinal. Im BMX-Weltcup der Elite erreichte sie 2024 in Tulsa erstmals den Final und belegte den vierten Platz. Gleich darauf sicherte sie sich den dritten Rang an den Elite Europameisterschaften in Verona.
Momentaner Karrierehöhepunkt für Aeberhard war die Teilnahme an den Olympischen Spielen in Paris bei denen sie knapp den Final verpasste und Schlussrang 13 herausfuhr.

## Erfolge
2019
 Weltmeisterschaften – Pumptrack
zwei Europacup-Siege (Junioren)
2020
 Schweizer Meisterin (Junioren) – BMX-Rennen
zwei Europacup-Siege (Junioren)
2021
 Europameisterin (U23) – BMX-Rennen
 Schweizer Meisterin – Pumptrack
ein Europacup-Sieg
2022
 Weltmeisterschaften (U23) – BMX-Rennen
 Europameisterschaften (U23) – BMX-Rennen
2023
 Europameisterin (U23) – BMX-Rennen
 Europameisterin – Mannschaftszeitfahren (mit Zoé Claessens und Thalya Burford)
2024
 Europameisterschaften – BMX-Rennen